# Município de Killbuck (condado de Holmes, Ohio)
O município de Killbuck (em inglês: Killbuck Township) é um município localizado no condado de Holmes no estado estadounidense de Ohio. No ano de 2010 tinha uma população de 1.982 habitantes e uma densidade populacional de 25,32 pessoas por km².

## Geografia
O município de Killbuck encontra-se localizado nas coordenadas 40° 29′ 15″ N, 81° 59′ 06″ O. Segundo a Departamento do Censo dos Estados Unidos, o município tem uma superfície total de 78.28 km², da qual 78,14 km² correspondem a terra firme e (0,18 %) 0,14 km² é água.

## Demografia
Segundo o censo de 2010, tinha 1.982 habitantes residindo no município de Killbuck. A densidade populacional era de 25,32 hab./km². Dos 1.982 habitantes, o município de Killbuck estava composto pelo 98,18 % brancos, o 0,2 % eram afroamericanos, o 0,15 % eram amerindios, o 0,1 % eram asiáticos, o 0,1 % eram de outras raças e o 1,26 % eram de uma mistura de raças. Do total da população o 0,76 % eram hispanos ou latinos de qualquer raça.